# Zephyranthes mesochloa
Zephyranthes mesochloa är en amaryllisväxtart som beskrevs av Herb. och John Lindley. Zephyranthes mesochloa ingår i släktet Zephyranthes och familjen amaryllisväxter. Inga underarter finns listade i Catalogue of Life.

## Bildgalleri

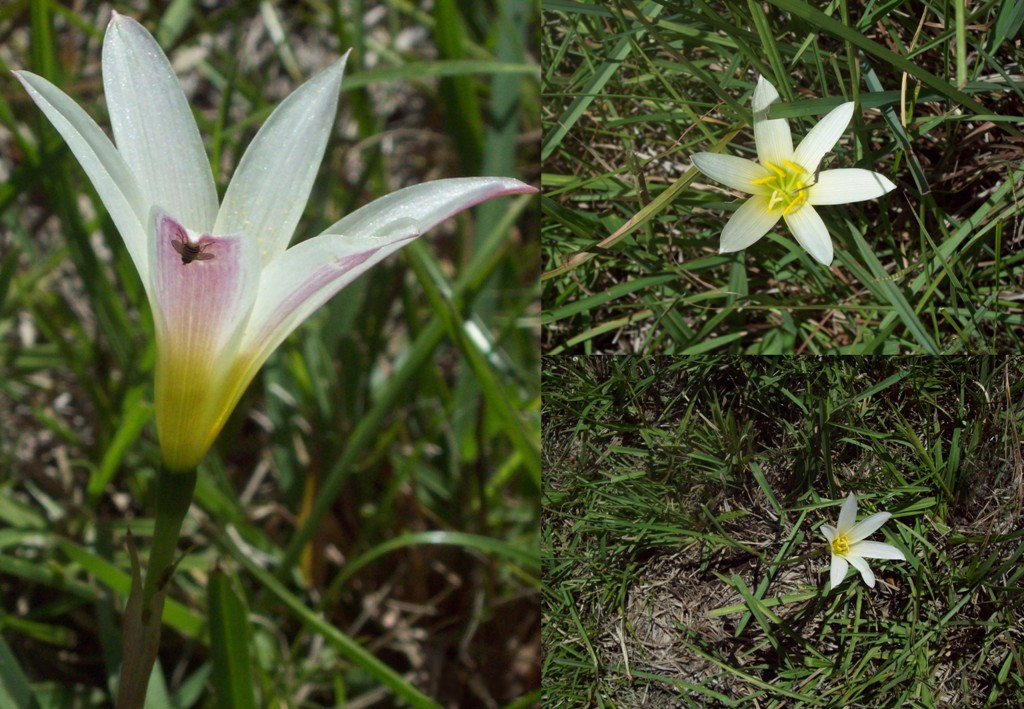
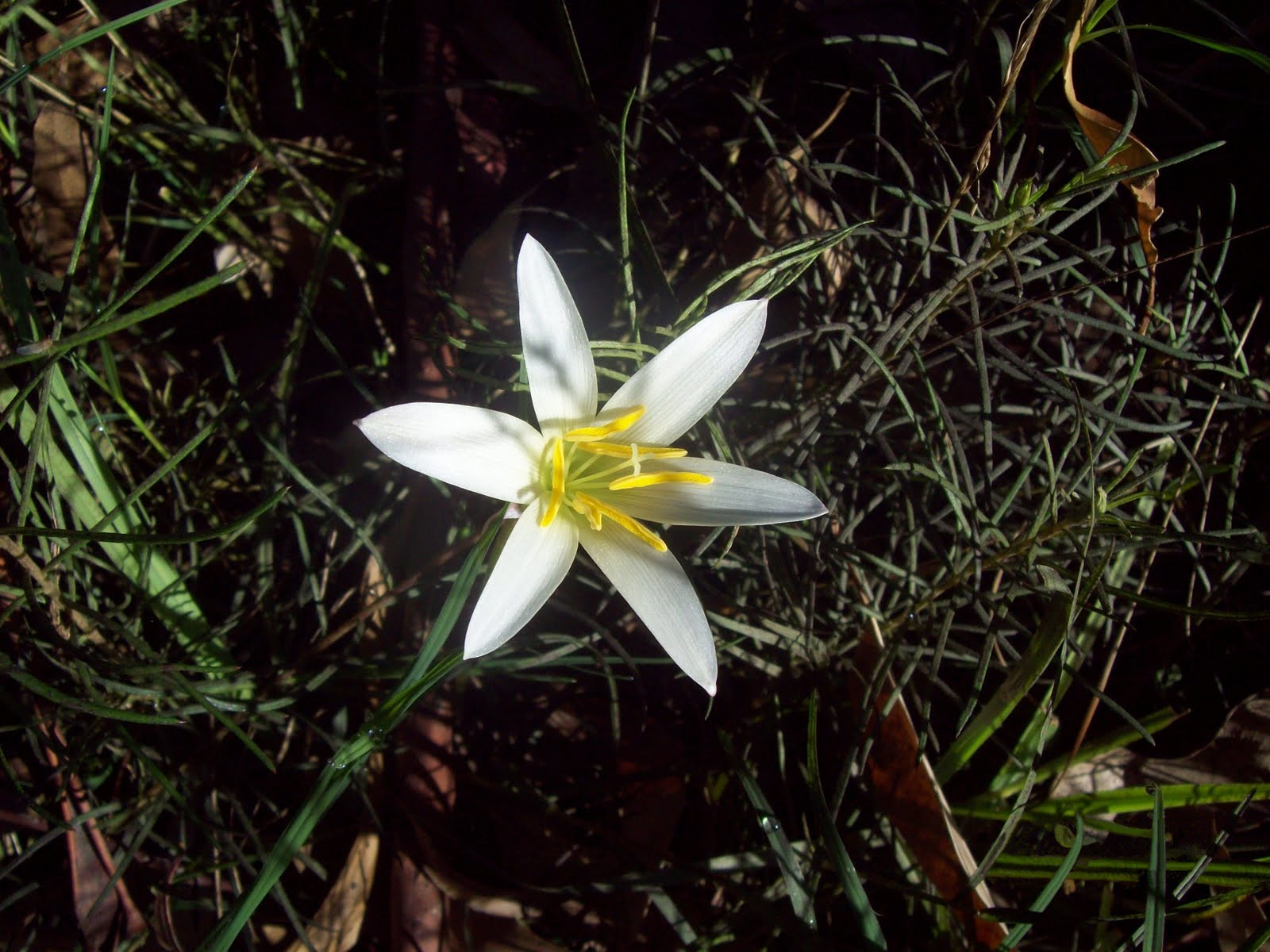
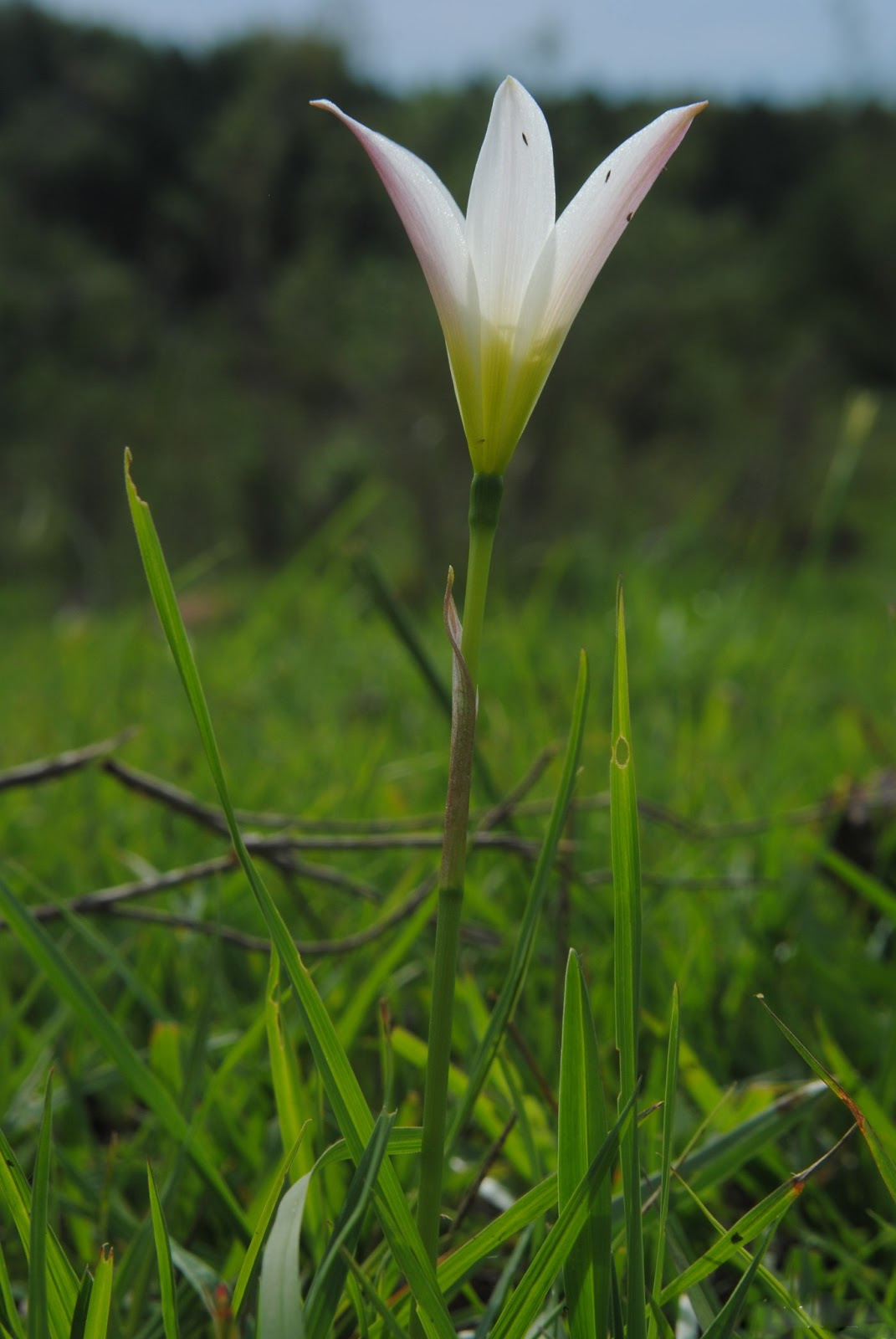
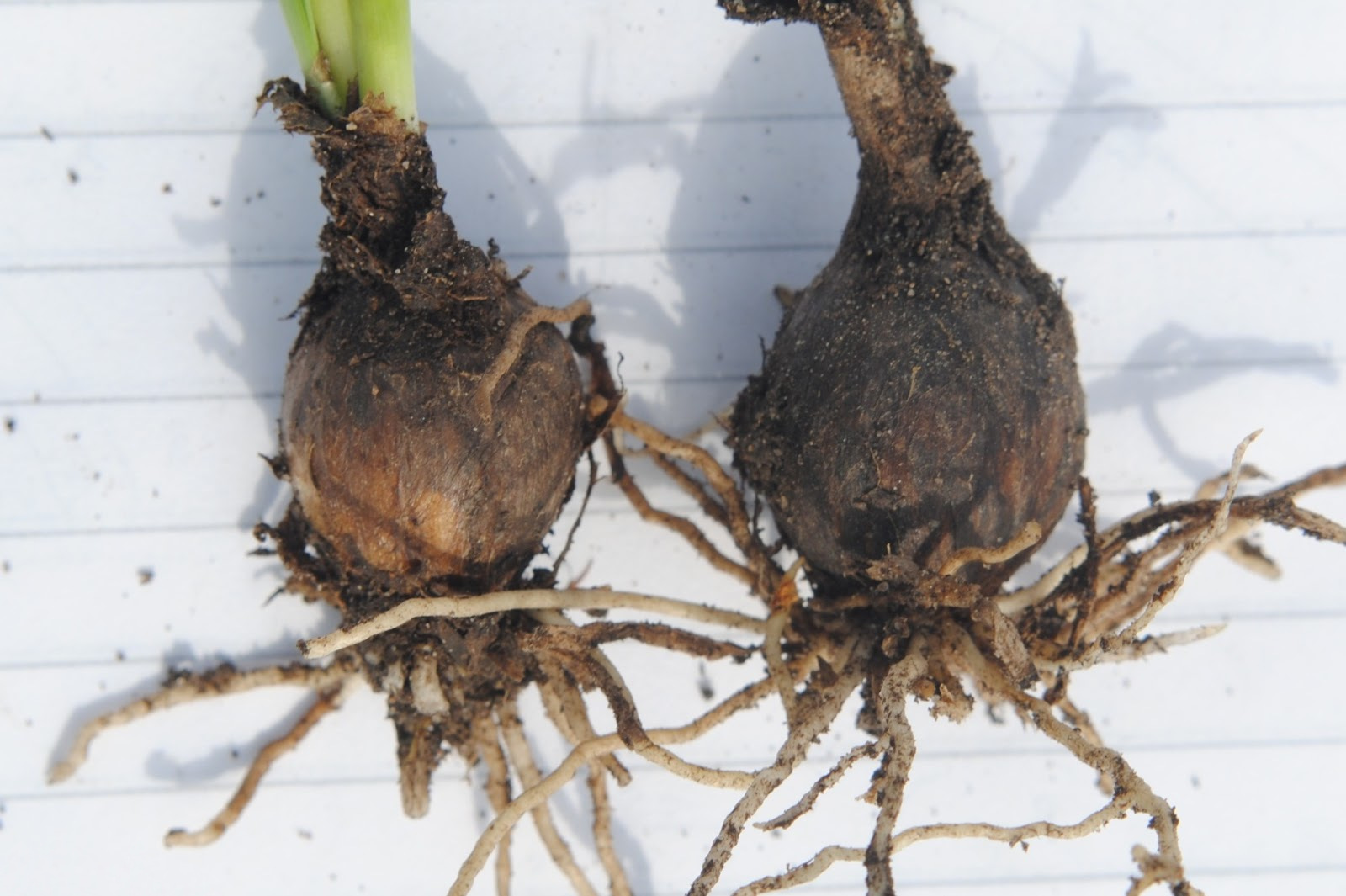